# Пфайффер, Пол
Пол Пфайффер (Paul Pfeiffer, 1966, Гонолулу, живёт и работает в Нью-Йорке) — современный художник.

## Биография и творчество
Пол Пфайффер родился в 1966 в Гонолулу, Гавайи, большую часть детства провел на Филиппинах. Он переехал в Нью-Йорк в 1990, учился в Художественном институте Сан-Франциско, в Хантерском колледже в Нью-Йорке, участвовал в Независимой образовательной программе Музея Уитни.
В видео, скульптуре и фотографии Пфайффер использует современные компьютерные технологии, чтобы выявить роль, которую средства массовой информации играют в формировании сознания. В серии видеоработ, посвященных профессиональному спорту (баскетболу, боксу, хоккею), Пфайффер отделяет тела игроков от игры, переключая внимание наблюдателя на зрителей, трофеи и спортивную экипировку.
Представленные на небольших экранах и часто зацикленные, эти интимные и идеализированные видеоработы являются размышлением о вере, желании и современной культуре, одержимой знаменитостями. Многие работы Пфайффера приглашают зрителя использовать воображение или проецировать собственные страхи и желания на объект искусства.
Несколько скульптур Пфайффера включают жуткое воспроизведение реквизита из голливудских триллеров, таких как «Полтергейст», а также миниатюрные диорамы из фильмов, включая «Изгоняющего дьявола» и «The Amityville Horror».
Называя свои видео работы «видеоскульптурами», Пфайффер смешивает средства и подходы, используя найденные видео и образы из популярной культуры. Большинство работ художника исследуют отношения между расами, религиями, коммерцией, искусством и философией.
В видео «John 3:16» (2000), для которого использованы архивы НБА, Пфайффер показывает событие с точки зрения мяча. Сам мяч остается неподвижным в центре экрана, в то время как руки игроков, корзины и игровое поле появляются и исчезают в кадре. Видео демонстрируется на миниатюрном экране, дизайн которого разработан художником. Эта работа способствовала появлению второго, более амбициозного проекта «Morning after the Deluge» (2003). Видео создано совмещением двух записей — восхода и захода солнца.
Пфайффер является обладателем многих наград и стипендий, в 2003 передвижная выставка его работ была организована MIT List Visual Arts Center и Музеем современного искусства в Чикаго.

## Персональные выставки
| - 2009 The Saints, Hamburger Bahnhof, Берлин - 2009 Perspective Machine, BAIBAKOV art projects, Москва - 2008 Monologue, MUSAC, Леон, Испания - 2008 Carlier Gebauer, Берлин, Германия - 2008 The Saints, Thyssen Bornemisza Art Contemporary at Kunstzone Karlsplatz Technische Universitat, Вена, Австрия - 2008 Thomas Dane Gallery, Лондон - 2008 Reconstitutions, Reenactmanets DHC/ Art Монреаль - 2007 The Saints, An Artangel project. The Junction, Уэмбли - 2007 Live from Neverland. The Project, Нью-Йорк | - 2005 Pirate Jenny, Carlier Gebauer, Берлин - 2005 Morning After the Deluge, Museum of Art at Middlebury College - 2004 K21, Kunstsammlung, Дюссельдорф - 2004 Thomas Dane Gallery, Лондон - 2004 Melina Mercuri Centre, Афины - 2004 Pirate Jenny, The Project, Нью-Йорк - 2004 Галерея Гагосяна, Нью-Йорк - 2004 Thomas Dane, Лондон - 2004 Melina Mercuri Centre, Афины - 2004 K21, Kunstsammlung, Дюссельдорф - 2003 Morning After the Deluge, Carlier 1 Gebauer, Берлин - 2003 Музей современного искусства, Чикаго - 2003 List Visual Art Centre, Кембридж | - 2003 Gio Marconi, Милан - 2003 Museum of Contemporary Art, Гонолулу - 2001 Sex Machine, The Project, Лос-Анджелес - 2001 Orpheus Descending, Public Art Fund, World Trade & Financial Centers, Kunsthaus Glarus, Гларус - 2001 Barbican Centre, Лондон - 2001 UCLA Hammer, Лос-Анджелес - 2001 Музей Уитни, Нью-Йорк - 2000 Duke University Museum of Art, Raleigh-Durham North Carolina - 2000 The Project, Нью-Йорк - 2000 Kunst-Werke, Берлин - 1998 The Pure Products Go Crazy, The Project, Нью-Йорк |